# Karin Jäckel
Karin Jäckel (* 22. Juli 1948 in Rerik) ist eine deutsche Buchautorin. Sie wurde für ihre sozialkritischen Sachbücher und Tatsachenromane über wahre Lebensgeschichten aus Gegenwart und Geschichte bekannt, schreibt aber auch Jugendromane und Kinderbücher.

## Leben
Jäckel absolvierte ein Studium der Kunstgeschichte, Germanistik und Sprecherziehung an der Universität des Saarlandes in Saarbrücken. Nach ihrer Promotion über den Rokoko-Bildhauer Joachim Günther im Jahr 1975 veröffentlichte sie Kurzgeschichten und wissenschaftliche Aufsätze in zahlreichen Zeitungen und Fachblättern.
Seit 1970 arbeitet sie als freie Mitarbeiterin bei zahlreichen Zeitschriften, Magazinen, Jugend- und Tageszeitungen sowie Fernseh- und Rundfunksendern. Im Jahre 1982 wurde ihr erstes Kinderbuch veröffentlicht. Seit 1986 schreibt Jäckel sozialkritische Sachbücher über Gegenwartsthemen und biographische Tatsachenromane über zeitgenössische und historische Persönlichkeiten für Erwachsene. Bis 2019 erschienen mehrere Bestseller in hohen Auflagen. Insgesamt veröffentlichte die Autorin über 100 zum Teil in mehrere Sprachen übersetzte erzählende Werke sowie Ratgeber und Hörbücher nebst Beiträgen in Anthologien und Lehrbüchern bei Verlagen im In- und Ausland. Außerdem veröffentlichte sie unter den Pseudonymen Anna Benthin und Karin Voss weitere Kinderbücher und Ratgeber. Sie führte Co-Regie in Fernsehreportagen des ZDF und trat als Expertin in zahlreichen Radioreportagen, Fernseh-Talkshows und Ratgebersendungen zu ihren diversen Buchthemen auf. In drei Interview-Sendungen der Serie „Leute“ mit Wolfgang Heim würdigte der SWR ihr Werk.
2013 gründete Jäckel ehrenamtlich das seitdem von ihr auch geleitete AutorenNetzwerk Ortenau-Elsass mit Sitz in Oberkirch, in dem sich zahlreiche Publizisten und Liedermacher aus der Region zusammenfinden. Mit Veranstaltungen und einem jährlichen Schreibwettbewerb für Kinder und Erwachsene fördern sie grenzüberschreitende Wortkunst und Musik der Region dies- und jenseits des Rheins. Ende 2018 gründete Jäckel ihren eigenen Verlag Edition Blaue Stunde mit Sitz in Oberkirch.

## Werke (Auswahl)

### Kinder- und Jugendliteratur
- Der Geist in der Handtasche. Märchen, Fabeln, Traumgeschichten. Mit Bildern von Rolf Rettich. Arena Verlag, 1987. ISBN 978-3-401-04204-6
- Hab' mich lieb Geschichten. Mit Bildern von Monika Laimgruber. Bitter Verlag, 1995. ISBN 978-3-7903-0521-0
- Dinosauriergeschichten. Mit Bildern von Heinz Ortner. Loewe Verlag, 1996. ISBN 978-3-7855-2424-4
- Lieber Papa, mir geht’s gut… Kerle Verlag, 1996. ISBN 978-3-451-23832-1
- Das große bunte Weihnachtsbuch. Mit Bildern von Marion Krätschmer. Loewe Verlag, 1997. ISBN 978-3-7855-2499-2
- Der kleine Seehund. Mit Bildern von Angela Weinhold. Loewe Verlag, 1997. ISBN 978-3-7855-2648-4
- Das große Buch der Geister und Gespenster. Mit Bildern von Heinz Ortner. Loewe Verlag, 1998. ISBN 978-3-7855-2796-2
- Flitz, der kleine Dinosaurier. Mit Bildern von Heinz Ortner. Loewe Verlag, 1998. ISBN 978-3-7855-2430-5
- Lilli lässt Gespenster tanzen. Mit Bildern von Edda Skibbe. Kerle Verlag, 2000. ISBN 978-3-451-70326-3
- Leselöwen: Schlummergeschichten. Mit Bildern von Philip Hopman. Loewe Verlag, 2000. ISBN 978-3-7855-2792-4
- Lesefant: Das Weihnachtsgeheimnis Mit Bildern von Rolf Rettich. Loewe Verlag, 2002. ISBN 978-3-7855-2893-8
- Meine allerliebsten Weihnachtsgeschichten. Gondolino, 2002. ISBN 978-3-8112-2084-3
- Das Superbuch der Gruselgeschichten. Gondolino, 2002. ISBN 978-3-8112-2099-7
- Deutschland, eine Märchenreise: Märchen und Sagen. Mit Bildern von Katharina Großmann-Hensel. Kerle Verlag, 2010. ISBN 978-3-451-70601-1

unter dem Pseudonym Anne Benthin
- Kleine Hexe Billerbix. Mit Bildern von Edda Skibbe. Kerle Verlag, 2000. ISBN 978-3-451-70320-1
- Hexe Billerbix und ihre Freunde. Mit Bildern von Edda Skibbe. Kerle Verlag, 2002. ISBN 978-3-451-70473-4
- Das große Buch von Hexe Billerbix. Mit Bildern von Edda Skibbe. Carlsen Verlag, 2004. ISBN 978-3-451-70605-9
- Hexe Billerbix und der Zaubertrank. Mit Bildern von Edda Skibbe. Kerle Verlag, 2004. ISBN 978-3-451-70554-0
- Hexe Billerbix und der Traumkobold. Mit Bildern von Edda Skibbe. Kerle Verlag, 2006. ISBN 978-3-451-70712-4

### Historische Romane
- Die Frau des Reformators: Das Leben der Katharina von Bora. Rowohlt Taschenbuch Verlag, 2006. ISBN 978-3-499-23946-5

### Sozialkritische Bücher
- Inzest. Tatort Familie. Pabel-Moewig Verlag, Rastatt 1986. (3. Aufl. 1990, ISBN 978-3-8118-3326-5)
- Furcht vor dem Leben. Wenn Jugendliche den Tod als letzten Ausweg sehen. Bechtermünz Verlag, 1988. ISBN 978-3-8289-0094-3
- Monika B. Ich bin nicht mehr eure Tochter: Ein Mädchen wird von seiner Familie jahrelang misshandelt. Bastei Lübbe Verlag, 1993. ISBN 978-3-404-61335-9
- Du bist doch mein Vater ... Inzest. Ein Tabu in unserer aufgeklärten Gesellschaft. Heyne Verlag, 1993. ISBN 978-3-453-02596-7
- Komm, mein liebes Rotkäppchen... Kindesmißbrauch. Wer sind die Täter?. Argon Verlag, 1994. ISBN 978-3-87024-719-5
- Der gebrauchte Mann : abgeliebt und abgezockt - Väter nach der Trennung. Deutscher Taschenbuch Verlag, 1997. ISBN 978-3-423-15103-0
- ... weil mein Vater Priester ist: Thomas wusste nicht, wer sein Vater ist. Jetzt erfährt er die Wahrheit. Bastei Lübbe, 1997. ISBN 978-3-404-61386-1
- Im Stich gelassen? Bastei Lübbe Verlag, 1999. ISBN 978-3-404-60462-3
- Deutschland frisst seine Kinder. Rowohlt Taschenbuch Verlag, 2000. ISBN 978-3-499-60929-9
- Ein Vater gibt nicht auf. Rowohlt Taschenbuch Verlag, 2001. ISBN 978-3-499-60692-2
- Mein Kind gehört auch zu mir. Handbuch für Väter nach der Trennung. Beltz Verlag, 2003. ISBN 978-3-407-22862-8
- Isis, die Fürstin der Nacht: Als Kind in den Fängen einer satanistischen Sekte. Bastei Lübbe Verlag, 2003.
- Denn das Weib soll schweigen in der Kirche. Eine exkommunizierte Priesterin erzählt. Bastei Lübbe Verlag, 2004. ISBN 978-3-404-61552-0
- Sag keinem, wer dein Vater ist. Bastei Lübbe Verlag, 2004
- Vater werden. Rowohlt Taschenbuch Verlag, 2005
- Das Urteil des Salomon. Bastei Lübbe Verlag, 2005
- Dein Engel hat dich gern. Kerle Verlag, 2005
- Die Frau des Reformators. Rowohlt-Taschenbuch-Verlag, 2006
- Nicht ohne meine Kinder! Eine Mutter kämpft gegen das Jugendamt. Bastei Lübbe, 2006. ISBN 978-3-404-61576-6
- Er war ein Mann Gottes: Von einem katholischen Geistlichen mißbraucht. RM-Buch-und-Medien-Vertrieb [u. a.], 2008.
- Störfall Schule: Unsere Kinder: Durchgereicht und abgewickelt?. Beltz Verlag, 2010. ISBN 978-3-407-85768-2

### Ratgeber
unter dem Pseudonym Karin Voss
- Naturgesunde Kost einkaufen, lagern, konservieren (Ökotips für den modernen Haushalt). Moewig Verlag, 1990. ISBN 978-3-8118-8395-6
- Abfall und Müll vermeiden und umweltfreundlich entsorgen (Ökotips für den modernen Haushalt). Moewig Verlag, 1990. ISBN 978-3-8118-8396-3
- Der Biogarten im Zimmer (Ökotips für den modernen Haushalt). Moewig Verlag, 1990. ISBN 978-3-8118-8398-7
- Haustierhaltung artgerecht und ökobewußt (Ökotips für den modernen Haushalt). Moewig Verlag, 1990. ISBN 978-3-8118-8399-4
- Gesund und schön mit natürlichen Mitteln (Ökotips für den modernen Haushalt). Moewig Verlag, 1990. ISBN 978-3-8118-8400-7
- Gesunde Kinder durch die Mittel der Natur (Ökotips für den modernen Haushalt). Moewig Verlag, 1990. ISBN 978-3-8118-8401-4
- Waschen und Putzen energiesparend und umweltfreundlich (Ökotips für den modernen Haushalt). Moewig Verlag, 1990. ISBN 978-3-8118-8402-1
- Energie sparen - Tips für den umweltfreundlichen Haushalt (Ökotips für den modernen Haushalt). Moewig Verlag, 1990. ISBN 978-3-8118-8404-5